# Hilara tenella
Hilara tenella är en tvåvingeart som först beskrevs av Fallen 1816.  Hilara tenella ingår i släktet Hilara och familjen dansflugor. Arten är reproducerande i Sverige. Inga underarter finns listade i Catalogue of Life.

## Bildgalleri

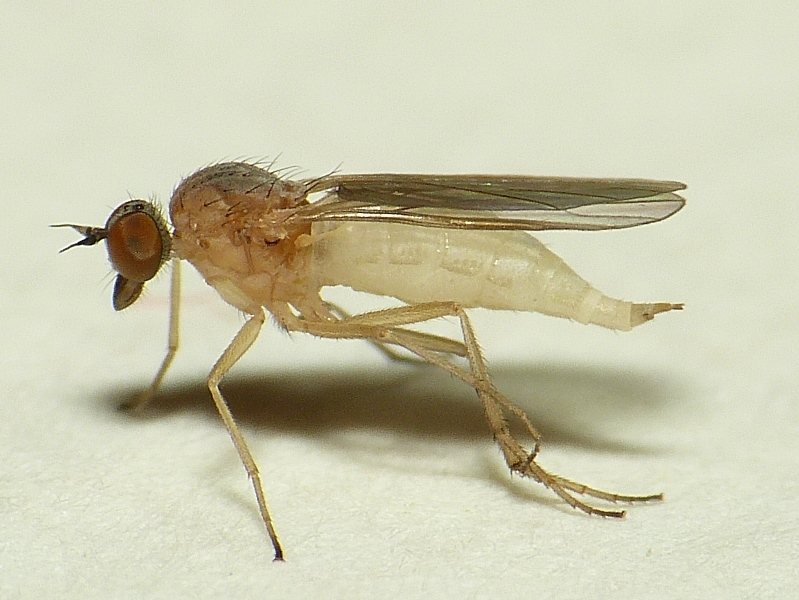